# Feddal Castle
Feddal Castle war eine zum Schloss ausgebaute Burg in Feddal, zwischen Stirling und Perth in Perth and Kinross, im Norden Schottlands.
Die Entstehungszeit der Burg ist unbekannt, auf einem baulichen Fragment ist das Jahr 1683 zu lesen. Um 1900 wurde sie im Stil des Gothic Revivals umgestaltet und erweitert. 1929 fiel das Schloss einem Brand zum Opfer. Die Ruine wurde 1953 abgerissen.
Die noch vorhandenen Baulichkeiten wurden 1971 als Listed Building der Kategorie B ausgewiesen und stehen somit unter Denkmalschutz.